# Schleiz
Schleiz é uma cidade da Alemanha localizada no distrito de Saale-Orla, estado da Turíngia. O antigo município de Crispendorf foi incorporado a Schleiz em janeiro de 2019, e Burgk em dezembro de 2019.

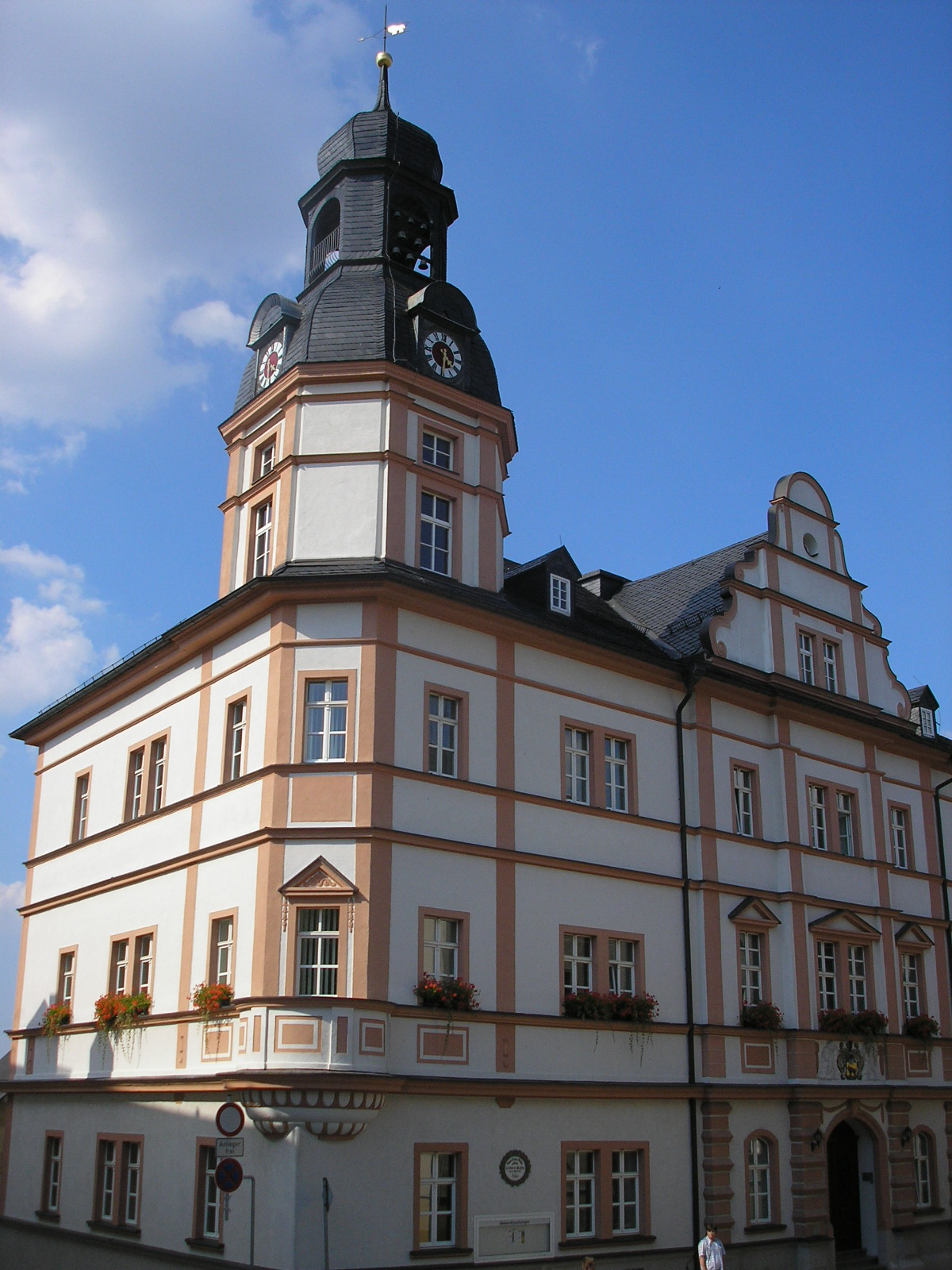
Prefeitura

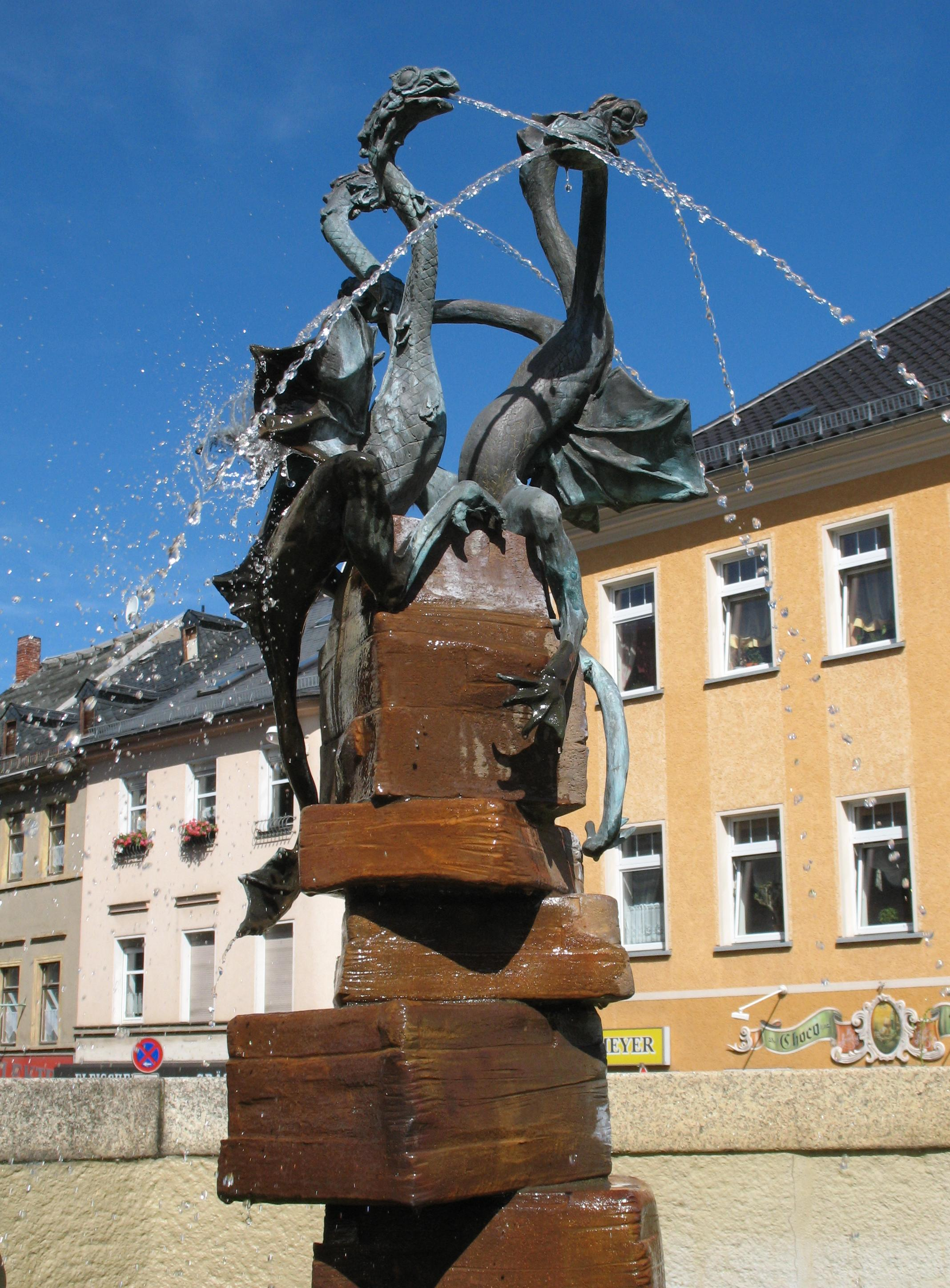
Fonte

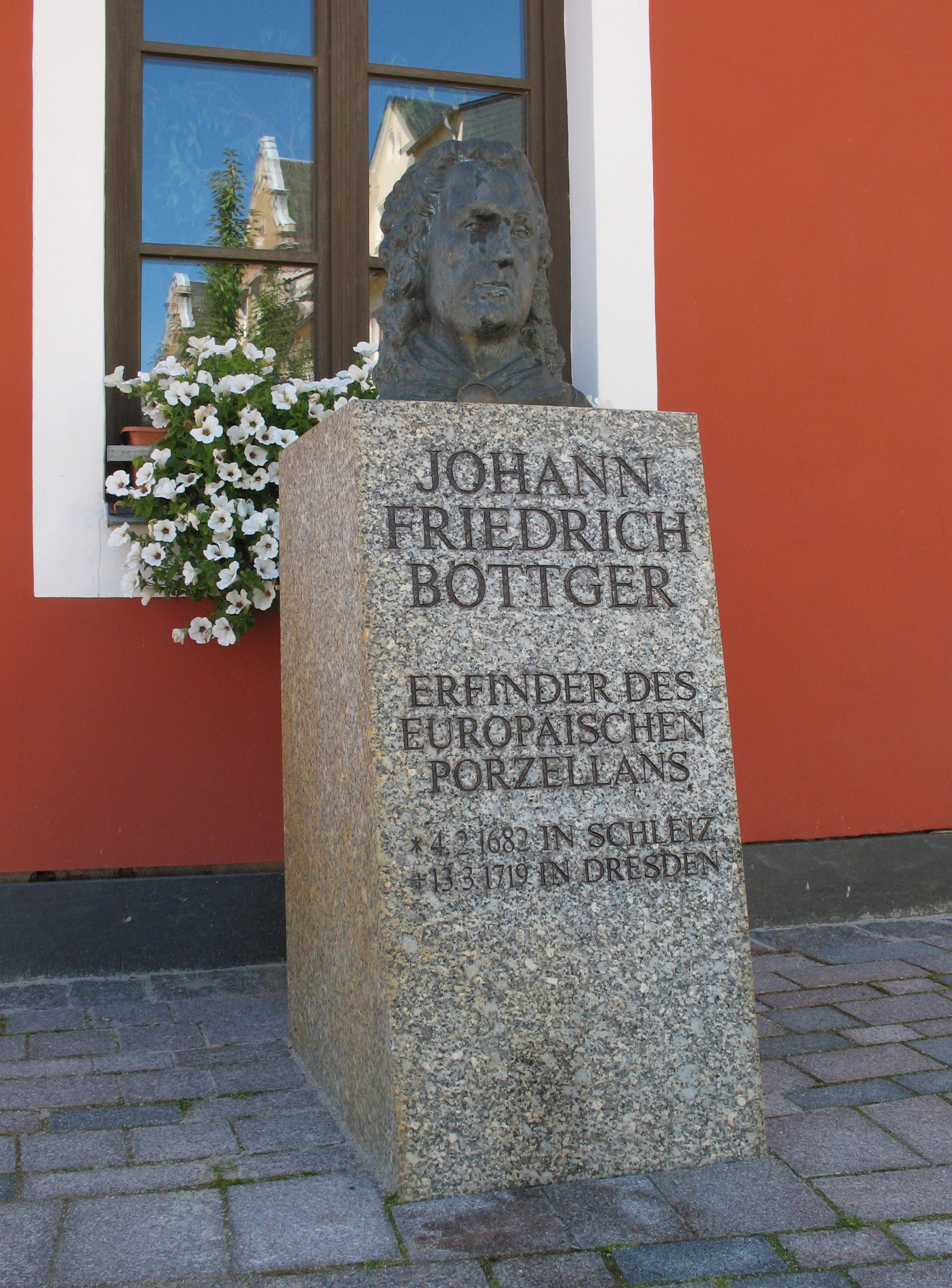